# Антон Гошев
Антон Гошев е български политик, член на Българската комунистическа партия.

## Биография
Роден е на 29 август 1897 г. Завършва електроинженерство. Кмет е на Горна Джумая (днес Благоевград) от 2 юли 1945 до 18 март 1951 г. По време на мандата му се национализират предприятията и се създават нови такива като Винпром „Горна Джумая“ през 1947 г. На следващата година е създадено и ТКЗС, а през 1949 г. и Нармаг. По-късно са създадени Държавно автомобилно предприятие, Месоцентрала и други. През 1949 г. е открит първият техникум по икономика. Отделно името на града е сменено на Благоевград в чест на Димитър Благоев през 1950 г.